# Petru Guelfucci
Petru-Santu Guelfucci (Sermano, 6 marzo 1955 – Marsiglia, 8 ottobre 2021) è stato un cantante francese di lingua corsa.

## Biografia
Nato nel 1955 a Sermano, non lontano da Corte, fu figura emblematica della musica corsa. Dall'età di 14 anni partecipò ad alcune manifestazioni con il gruppo folcloristico A Manella.
Nel 1973 incontrò Jean-Paul Poletti, autore del risveglio corso degli anni '70 e con lui fondò Canta U Populu Corsu, gruppo polifonico in lingua corsa. 
Nel 1987 uscì dalla formazione e cominciò la sua carriera solista con l'album Isula che ottenne il disco d'oro in Canada ed ebbe molto successo nella regione francofona del Québec.
Era padre dell'attrice teatrale Stella Guelfucci e del cantante Petru Santu Guelfucci.

## Discografia
- 1987 Isula
- 1988 S'o chjodu l'occhji
- 1991 Corsica
- 1994 Memoria
- 1999 Vita
- 2009 Sì mea